# CA Juventus
De Club Atlético Juventus (Latijn voor Jeugd), meer bekend als Juventus, is een Braziliaanse voetbalclub uit Mooca, een wijk in São Paulo. Het is de vijfde club van de stad en speelde vroeger ook in de nationale reeksen, maar speelt nu enkel nog in het staatstoernooi van São Paulo.
Het team speelt altijd in karmijnen shirts met witte broekjes of andersom.

## Geschiedenis
Clube Atlético Juventus was opgericht op 20 april 1924 door werknemers van Cotonificio Rodolfo Crespi, onder de naam Extra São Paulo. De clubkleuren waren de kleuren van de staat São Paulo, namelijk zwart, wit en rood. De leden waren voornamelijk Italo-Brazilianen. Graaf Rodolfo Crespi stelde een terrein ter beschikking, waar nu het huidige Estádio Rua Javari gevestigd is.
In 1925 veranderde de club haar naam in Cotonifício Rodolfo Crespi Futebol Clube. In 1929 werd de club kampioen van de tweede divisie van het Campeonato Paulista en promoveerde zo voor het eerst naar de hoogste klasse. In deze tijd speelden meer dan tien clubs uit de stad in de hoogste klasse. In 1930 wijzigde de club de naam in Clube Atlético Juventus, dit op verzoek van graaf Rodolfo Crespi, die een supporter was van Juventus FC uit het Italiaanse Turijn. Het was de bedoeling om ook dezelfde zwart-witte clubkleuren als Juventus aan te nemen, maar dit vormde een probleem omdat in dezelfde reeks Corinthians, Santos en Ypiranga al met deze kleuren speelden. De bestaande clubkleuren zwart-rood-wit werden ook al gebruikt door SC Internacional en São Paulo da Floresta. Er werd uiteindelijk gekozen voor kleuren die er niet waren in de competitie, het huidige karmijnrood en wit, toevallig de clubkleuren van Torino, de aartsrivaal van Juventus FC.
Op 16 maart 1930 maakte de club het debuut in het Campeonato Paulista in het Vila Belmiro van Santos. De wedstrijd eindigde op een 6-1 nederlaag. Op 14 september won de club verrassend met 1-2 van de latere kampioen Corinthians, uiteindelijk werd de club negende. In 1932 speelde de club het beste seizoen uit de geschiedenis in het Campeonato Paulista, de club eindigde op een derde plaats met vijf punten achterstand op kampioen Palestra Itália. In 1933 werd het profvoetbal ingevoerd in de staat en Juventus bleef vooralsnog een amateurclub en verdween dus uit de hoogste klasse. In 1934 werd de club amateurkampioen en nam nu het profstatuut aan om zo vanaf 1935 terug in de hoogste klasse te spelen. In 1954 degradeerde de club uit de hoogste klasse, en kon de afwezigheid beperken tot één seizoen. De club bleef tot 1993 in de hoogste klasse alvorens opnieuw te degraderen. Ook nu keerde de club na één jaar terug en bleef tot 1998. Daarna speelde Juventus nog van 2002 tot 2004 en van 2006 tot 2008 in de hoogste klasse van het Campeonato Paulista. In 2009 degradeerde de club zelfs uit de Série A2.

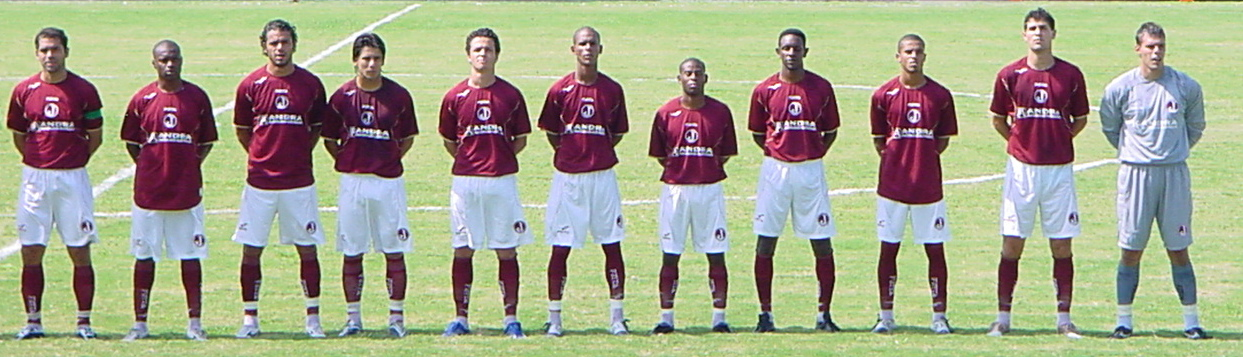
Het team van Juventus tijdens het Campeonato Paulista in 2007.

In 1983 speelde de club zijn enige seizoen in de Série A en werd in de eerste groepsfase uitgeschakeld. De club speelde tussen 1980 en 1998 ook twaalf seizoenen in de Série B. In 2007 speelde de club ook voor het laatst in de Série C.

## Kampioenschappen
- A2 Staatskampioenschap van São Paulo:
  - 2005.
- Copa São Paulo de Juniores:
  - 1985.
- Campeonato Brasileiro A-2:
  - 1983.

## Trivia
- De club is genoemd naar het Italiaanse Juventus, maar de clubkleuren waren eigenlijk een eer aan AC Fiorentina, hoewel de huidige clubkleuren meer lijken op die van Torino.
- Pelé beweert dat hij zijn mooiste goal maakte in het Estádio Rua Javari tijdens een wedstrijd voor het Campeonato Paulista tegen Juventus op 2 augustus 1959. Aangezien er geen camera's waren bij de wedstrijd en er dus geen videobeelden zijn van de goal, liet Pelé een computeranimatie maken van de goal.

## Overzicht seizoenen Campeonato Paulista
| Competitie | Aantal | Periode                                                          |
| ---------- | ------ | ---------------------------------------------------------------- |
| Série A1   | 71     | 1930-1932, 1935-1954, 1956-1993, 1995-1998, 2002-2004, 2006-2008 |
| Série A2   | 19     | 1955, 1994, 1999-2001, 2005, 2009, 2013, 2016-                   |
| Série A3   | 5      | 2010-2012, 2014-2015                                             |